# Oospora fusca
Oospora fusca är en svampart som först beskrevs av Hermann Friedrich Bonorden, och fick sitt nu gällande namn av Grove 1885. Oospora fusca ingår i släktet Oospora och familjen Erysiphaceae.   Inga underarter finns listade i Catalogue of Life.